# Hannah Murray

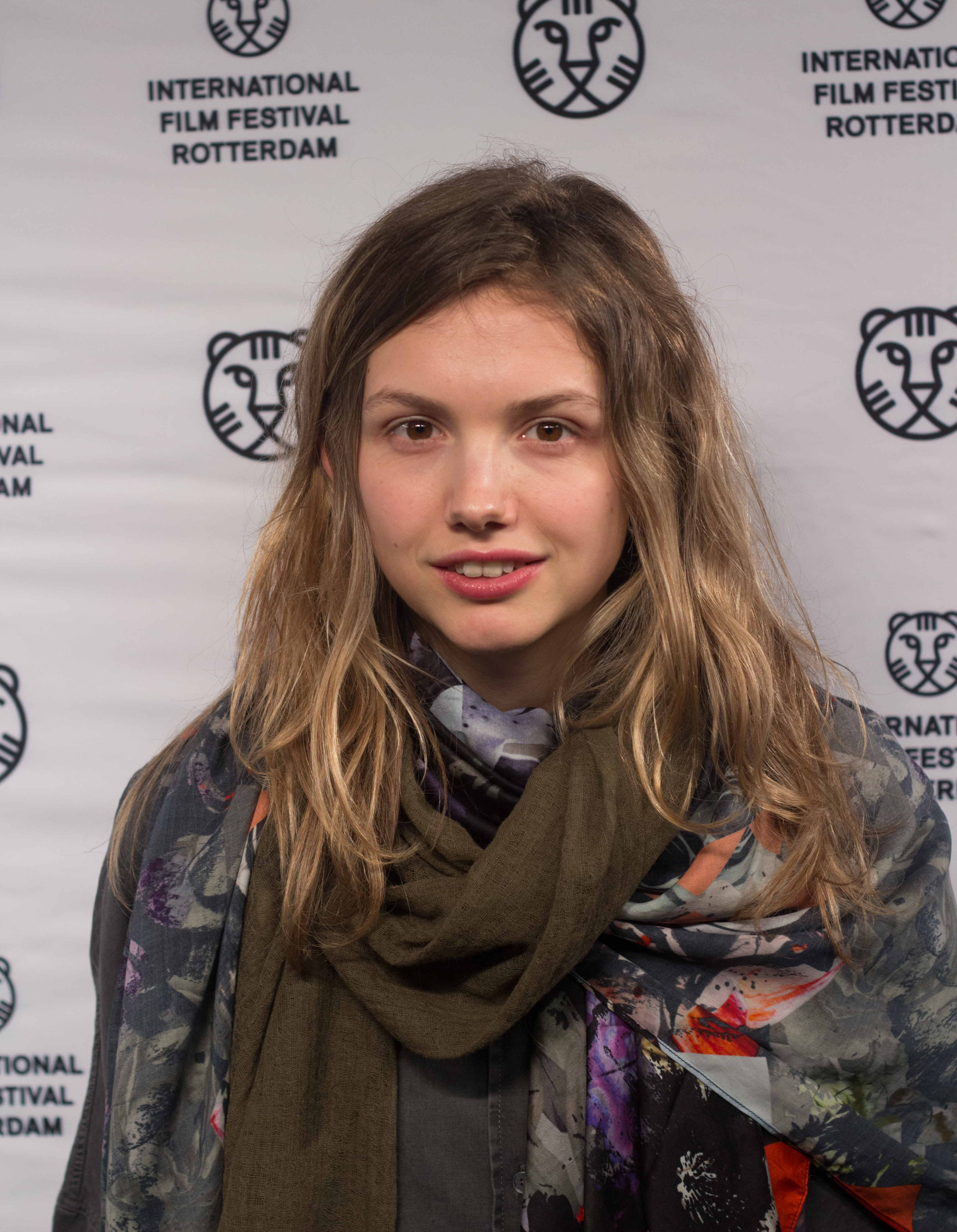
Hannah Murray (2015)

Hannah Murray (* 1. Juli 1989 in Bristol) ist eine britische Schauspielerin. Sie feierte ihren Erfolg vor allem durch die TV-Serie Game of Thrones.

## Karriere
Hannah Murrays erste Fernsehrolle war in der ersten, zweiten und siebten Staffel der Serie Skins – Hautnah, wo sie die Rolle der Cassie Ainsworth, eines sanften, aber selbstzerstörerischen Teenagermädchens mit einer Essstörung, spielte. Im Anschluss gab Murray ihr Bühnendebüt als Mia in That Face, einer von den Kritikern gefeierten West-End-Produktion am Duke of York Theatre. Im Jahr 2009 erschien sie in der ITV-Adaption von Agatha Christies Roman Ein Schritt ins Leere. Ein Jahr später spielte sie im Science-Fiction-Film Womb die Rolle der Monica, die Hauptrolle in Hideo Nakatas Chatroom, einer Adaption von Enda Walshs gleichnamigem Theaterstück, sowie im Fernsehfilm Above Suspicion: the Red Dahlia, einer Adaption des gleichnamigen Romans von Linda La Plante.
Von 2012 bis 2019 spielte sie die Rolle der Goldy (Original: Gilly) in der US-amerikanischen Fantasyserie Game of Thrones des Senders HBO, die auf den Romanen Das Lied von Eis und Feuer von George R. R. Martin basiert. Ebenfalls 2012 hatte sie eine kleine Rolle in Tim Burtons Horror-Komödie Dark Shadows. Weitere Film- und Fernsehrollen folgten, darunter die Hauptrolle in Charlie Says aus dem Jahr 2018.

## Filmografie (Auswahl)
- 2007–2008, 2013: Skins – Hautnah (Skins, Fernsehserie, 18 Episoden)
- 2009: Agatha Christie’s Marple: Ein Schritt ins Leere (Marple: Why Didn’t They Ask Evans?, Fernsehfilm)
- 2010: Above Suspicion: The Red Dahlia (Fernsehfilm)
- 2010: Chatroom
- 2010: Womb
- 2011: Wings (Kurzfilm)
- 2012: Dark Shadows
- 2012: Little Glory
- 2012–2019: Game of Thrones (Fernsehserie, 27 Episoden)
- 2013: The Numbers Station
- 2014: God Help the Girl
- 2015: Lily & Kat
- 2015: Dorf der verlorenen Jugend (Bridgend)
- 2016: El elegido
- 2017: Detroit
- 2018: Charlie Says
- 2020: The Expecting (Fernsehserie, 4 Episoden)